# تيخاديلوس
بلدية تيخاديلوس (بالإسبانية: Tejadillos)‏، هي إحدى بلديات مقاطعة قونكة إحدى مقاطعات إسبانيا، و التي تقع في منطقة قشتالة لا منتشا وسط البلاد، و المائلة لجهة الشرق من إسبانيا.
يبلغ عدد سكانها 155 نسمة وفقاً لإحصائية سنة (2007).